# Championnat du Laos de football 2024-2025
Navigation
Saison précédente Saison suivante
La saison 2024-2025 du Championnat du Laos de football est la trente-quatrième édition du championnat de première division au Laos. Cette édition regroupe huit clubs au sein d'une poule unique, où ils s'affrontent à deux reprises. 
Le tenant du titre est Young Elephants FC. En fin de saison Ezra FC termine en tête du championnat avec quatre points d'avance sur le tenant du titre. Ezra FC remporte son premier titre de champion du Laos.

## Les clubs participants
- Champasak FC
- Luang Prabang FC
- Master 7 FC
- Young Elephants FC
- Viengchanh FC
- Ezra FC
- Lao Army FC
- Namtha United

## Compétition

### Classement
Le classement est établi sur le barème de points classique (victoire à 3 points, match nul à 1, défaite à 0). Pour départager les égalités, on tient d'abord compte des confrontations directes, de la différence de buts générale, puis du nombre de buts marqués.
| Rang | Équipe               | Pts | J  | G  | N | P  | Bp | Bc | Diff |
| ---- | -------------------- | --- | -- | -- | - | -- | -- | -- | ---- |
| 1    | Ezra FC C            | 38  | 14 | 12 | 2 | 0  | 56 | 13 | +43  |
| 2    | Young Elephants FC T | 34  | 14 | 11 | 1 | 2  | 41 | 12 | +29  |
| 3    | Master 7 FC          | 29  | 14 | 9  | 2 | 3  | 40 | 18 | +22  |
| 4    | Luang Prabang FC     | 24  | 14 | 8  | 0 | 6  | 28 | 19 | +9   |
| 5    | Lao Army FC          | 16  | 14 | 5  | 1 | 8  | 27 | 32 | -5   |
| 6    | Namtha United        | 12  | 14 | 3  | 3 | 8  | 24 | 30 | -6   |
| 7    | Viengchanh FC        | 6   | 14 | 1  | 3 | 10 | 14 | 58 | -44  |
| 8    | Champasak FC         | 3   | 14 | 1  | 0 | 13 | 15 | 63 | -48  |

|  | Qualification pour la Challenge League de l'AFC 2025-2026          |
|  | C : Vainqueur de la Coupe du Laos P : Club promu de First Division |

## Bilan de la saison
| Championnat du Laos de football 2024-2025 |                     |
| Champion                                  | Ezra FC (1er titre) |
| Coupes et trophées                        |                     |
| Vainqueur de la Coupe du Laos 2024-2025   | Ezra FC             |
| Qualifications continentales              |                     |
| Challenge League de l'AFC 2025-2026       | Ezra FC             |
| Promotions et relégations                 |                     |
| Promus en Lao League 1                    | aucun               |
| Relégués en First Division                | aucun               |